# Hermione Granger
Hermione Jean Granger (fiktív születése napja 1979. szeptember 19.) kitalált szereplő J. K. Rowling Harry Potter-univerzumában. Először a Harry Potter és a bölcsek köve című kötetben tűnik fel, mint leendő roxfortos diák. Közeli barátja Harry Potternek és Ron Weasleynek, akik a regények során sokszor veszik hasznát a lány nagy intelligenciájának és lexikális tudásának. Sokan (főleg a Mardekárból) nem szeretik, de sok barátja van. A Griffendélesek közül mindenkivel barátkozik, a Hollóhátból Lunával és Choval, a Hugrabugból pedig Susannel és Hannah-val. Rowling állítása szerint Hermione az ő fiatalkori énjére emlékezteti.
Hermionét Emma Watson személyesíti meg a filmekben.

## Család
Hermione mugli származású, szülei varázstalan emberek, mindketten fogorvosok; testvére nincs. Hermione az utolsó részben az Exmemoriam varázslattal elveszi a szülei emlékezetét, így megy el horcruxokra vadászni. Később kiderül, hogy szüleit megtalálja és leveszi róluk a varázslatot. Hermione nagyon megbánta, amit tett, de ez helyesnek bizonyult a többiek szerint is.

## Háttere
Hermione a Roxfort Boszorkány- és Varázslóképző Szakiskola diákja, a Griffendél ház tagja, az iskola egyik éltanulója. Ő a sorozat női főszereplője, Harry Potter és Ron Weasley mellett ő a harmadik legfontosabb szereplő. A főszereplők között ő testesíti meg a józan észt és a logikát.
Hermione mugli származású, szülei mugli fogorvosok. Nem sok szó esik róluk a könyvben, Rowling szerint furcsállják lányuk boszorkányságát, de büszkék is rá. Hermione egyke, Rowling eredetileg „tervezett” számára egy húgot, azonban mivel már túlságosan előre járt a történetben, inkább kihagyta.
Az írónő bevallása szerint Hermione az ő gyerekkori énjének görbe tükre, Rowling ugyanis a lányhoz hasonlóan nagyon sokat tanult, és ezért strébernek tartották. Hogy végül is miért nem női főszereplőt – talán Hermionét – választotta főhősnek, azzal magyarázza, hogy mikor a könyvet elkezdte, a szemüveges varázslófiú figurája már túlságosan kidolgozott volt benne.
Hermione családneve eredetileg Puckle lett volna, Rowling azonban megváltoztatta, mivel keresztneve is eléggé szokatlan. Rowling enyhe gúnyból adta a „Hermione” nevet a szereplőnek, saját állítása szerint ezzel állított görbe tükröt a fontoskodó brit orvosok elé, akik puszta különcségből szokatlan neveket adnak gyermekeiknek. A Hermione név a görög Hermész női alakja. Hermione a mitológiában Heléna és Menelaosz spártai király lánya. Mivel Rowling sok nevet a görög, latin és ír mitológiából vesz, ez utóbbi sem lehet véletlen.
Hermione jellegzetes külső vonása hosszú, borzos haja, valamint (az első négy könyvben) túl nagyra nőtt fogai. Hermione a negyedik könyvben elmeséli, hogy szülei ellenezték, hogy varázslattal javíttassa ki ezt a szépséghibáját, de egy szerencsés kimenetelű baleset következtében mégis alkalma nyílt erre: amikor eltalálta őt egy fognövesztő átok (Densaugeo), a korrekció elkerülhetetlenné vált, és Hermione nem az eredeti méret visszaállítását kérte, hanem annál kisebbet, esztétikusabbat. Rowling ezt a tettet egyfajta belső kibontakozásnak tulajdonítja.
Hermione varázspálcája szőlőfából készült, sárkány szívizomhúrjával. A patrónusa egy vidra.
|  | Alább a cselekmény részletei következnek! |

## Hermione a könyvekben

### Harry Potter és a bölcsek köve
Az első könyvben Hermionét fontoskodónak és okoskodónak ismerjük meg. Harry és Ron a Roxfort Expresszen találkozik vele, mikor a lány Neville Longbottom elveszett varangyát keresi. Hermione magányos, Ron rendszeresen kigúnyolja, Hermione emiatt az egyik vécében zokog. Mikor azonban rátámad egy troll, melyet a Voldemort által megszállt Mógus professzor engedett be a Roxfortba, Harry és Ron a lány segítségére siet. Ekkor szövődik barátság a három gyerek között. Hermione tudása a könyv végkifejletében létfontosságú, mikor felismeri az ördöghurok növényt és egyes-egyedül legyőzi, megmentve ezzel barátait.

### Harry Potter és a Titkok Kamrája
A második könyvben Hermione rajongói szerelmet táplál Gilderoy Lockhart iránt. Érzelmei azonban nem homályosítják el eszét, képes elkészíteni a Százfűlé Főzetet, mely a hatodéves tananyag része. Hermione megfejti a diákokat megtámadó baziliszkusz titkát, azonban maga is a szörnyeteg áldozatává válik, mikor Penelope Clearwater tükrében meglátja az óriáskígyót. A kezében tartott jegyzeteket elolvasva azonban Harry képes lesz eljutni a Titkok Kamrájába, hogy leszámoljon Mardekár Malazár szörnyetegével.

### Harry Potter és az azkabani fogoly
A harmadik könyvben Hermione minden lehetséges tantárgyat fölvesz, ezért a Mágiaügyi Minisztérium engedélyével egy időnyerőt, egy kézi időgépet kap, hogy eljuthasson minden órára. Később segít Hagridnak, hogy jogi úton mentsék meg Csikócsőr, a hippogriff életét, sikertelenül. Közben összezörren Sybill Trelawney jóslástan professzorral, mivel nem hisz a professzor módszereiben, és dühös szóváltás után elhagyja a kurzust. A végkifejletben az időnyerőt használva Harryvel három órát visszautazik az időben, hogy megmentsék Csikócsőrt és az ártatlanul elítélt Sirius Blacket.

### Harry Potter és a Tűz Serlege
A negyedik könyvben Hermione megalapítja a „Manók Alkotmányos Jogaiért Országos Mozgalom” (röviden M.A.J.O.M.) nevű, egyszemélyes szervezetét a házimanók érdekeinek védelméért, noha senki sem veszi komolyan. Később Viktor Krum partnereként vesz részt a karácsonyi bálon. Rita Vitrol, a Reggeli Próféta újságírónője szerelmi háromszöget feltételez Hermione, Krum és Harry között, azonban ez nem igaz. Hermionét mégis sok támadásnak teszi ki ezzel. A könyv végén Hermione leleplezi Vitrolt, mint illegális animágust, így oldva meg a problémát.

### Harry Potter és a Főnix Rendje
Az ötödik könyv elején Hermione Sirius Black házában (Grimmauld tér 12.) tartózkodik barátaival és a Főnix Rendjének tagjaival. Roxfortba visszatérve prefektus lesz, illetve megismeri Luna Lovegoodot, önnön „antitézisét”. Később tagja lesz a Harry vezette Dumbledore Seregének (röviden DS-nek). Miközben a hivatalos szervek tagadják Voldemort visszatérését, Hermione ráveszi Rita Vitrolt, hogy írjon egy cikket Luna apjának újságjába. Bár az újság maga igencsak szenzációhajhász és az emberek általában nem veszik komolyan, a Harryvel készített riport a Sötét Nagyúr visszatéréséről óriási siker lesz. Később Hagrid Hermione és Harry gondoskodására bízza féltestvérét, az óriás Grópot, aki majd megvédi őket az ellenséges kentauroktól. A végkifejletben Hermione is megküzd a halálfalókkal a Mágiaügyi Minisztériumban. Súlyosan megsérül a csatában, de végül felgyógyul.

### Harry Potter és a Félvér Herceg
A hatodik könyvben Hermione már a záróvizsgákat előkészítő kurzusokra jár. Tagja a Horatius Lumpsluck vezette Lump-klubnak. Életében először történik meg vele, hogy valaki jobb nála valamiben, Harry ugyanis a Félvér Herceg által kiegészített tankönyv utasításait követve mindig jobb eredményeket produkál. Hermione veszélyesnek tartja a könyvet. Az év folyamán Hermione és Ron között kialakulni látszik valami, azonban a kölcsönös féltékenység megakadályozza egy komolyabb kapcsolat kialakulását. A végkifejletkor Hermione egyike azon diákoknak, akik harcba szállnak a Roxfortot elözönlő halálfalókkal. A könyv végén, mikor Harry megesküszik, hogy megkeresi Voldemort horcruxait, Hermione és Ron megfogadja, hogy vele tartanak.

### Harry Potter és a Halál ereklyéi
A hetedik könyv elején Hermione is tagja annak a csapatnak, akik Harryért mennek, hogy biztonságosan eljuttassák őt Dursley-éktól az Odúba. Ő és Ron Harryvel tart, hogy segítsenek neki megkeresni és elpusztítani a horcruxokat. Miközben keresik a horcruxokat, sokat segít Harrynek, és ezért össze is veszik Ronnal. Nem hisz a halál ereklyéiben. Részt vesz a roxforti csatában, melynek során Ron és közte az első csók is elcsattan.
Az epilógusból megtudjuk, hogy Ron felesége lett, és van két gyermekük is, Rose és Hugo Granger-Weasley.
|  | Itt a vége a cselekmény részletezésének! |